# Diplotaxodon argenteus
Diplotaxodon argenteus es una especie de peces de la familia Cichlidae en el orden de los Perciformes.

## Morfología
Los machos pueden llegar alcanzar los20,4 cm de longitud total.

## Alimentación
Come peces, principalmente  Engraulicypris sardella.

## Depredadores
Es depredado por Bagrus meridionalis .

## Hábitat
Vive en zonas de clima tropical entre 34-114 m de profundidad.

## Distribución geográfica
Se encuentran en África: sur del  lago Malawi.